# Kolonien Baratow und Schljachtin
Die Kolonien Baratow und Schljachtin waren russlandmennonitische Ansiedlungen in der heutigen Ukraine. Die Dörfer gehören heute zum Rajon Krywyj Rih.

## Geschichte
Die Kolonie Baratow wurde 1872 100 km westlich der Kolonie Chortitza und 30 km nordöstlich von Krywyj Rih angelegt, als die Kolonie Chortitza hier Land kaufte. Die Benennung stammt von der Tochter des früheren Besitzers des Landes, die mit Fürst Baratow verheiratet war. Hier entstanden für 71 Familien die Dörfer Neu Chortitza und Gnadental. 1874 wurde Land für die Kolonie Schjachtin am Fluss Saksagan hinzugekauft, wo sich 80 Familien in den Dörfern  Grünfeld (Selenopole) und Steinfeld (Kamenopole) ansiedelten. Bis 1918 wuchs die Bevölkerung der beiden Kolonien auf 1540 Menschen an. In den 1920er Jahren wanderten die meisten Bewohner nach Kanada aus.
| ursprünglicher Name   | heutiger Name | ukrainisch   | Gründung |
| --------------------- | ------------- | ------------ | -------- |
| Gnadental / Wodjanaja | Majak         | Маяк         | 1872     |
| Grünfeld / Selenpol   | Selene Pole   | Зелене Поле  | 1874     |
| Hochfeld              | Wysele Pole   | Веселе Поле  | 1927     |
| Neu Chortitza         | Nowochortyzja | Новохортиця  | 1872     |
| Steinfeld             | Kamjane Pole  | Кам'яне Поле | 1874     |

## Nachweise
- Rudy P. Friesen, Edith Elisabeth Friesen: Bauwerke der Vergangenheit: mennonitische Architektur, Landschaft und Siedlungen in Russland/Ukraine. Tweeback, Bonn 2016, S. 92.